# Žlíbky (přírodní rezervace)
Žlíbky (někdy zvané také jako Žlíbky u Vráže) jsou přírodní rezervace ležící nedaleko obce Borečnice, části obce Vráž v okrese Písek, která je chráněná kvůli skalnatým svahům se suťovými porosty. Vyhlášena byla 13. února 1974. Skrz rezervaci prochází červená turistická cesta E10.

## Historie
Přírodní rezervace Žlíbky byla vyhlášena 14. prosince 1973 výnosem Ministerstva kultury ČSR s datem účinnosti 13. února 1974. Dne 11. června 1992 bylo území přehlášeno dle 395/1992 Sb. Ministerstvem životního prostředí ČR s účinnosti ke 13. srpnu 1992.

## Přírodní poměry
Území spadá do klimatické oblasti MT11, pro které je charakteristické mírně teplá zima a dlouhé, teplé a suché léto.